# 中青井町
中青井町（なかあおいまち）は、熊本県人吉市の地名。郵便番号は868-0008。人口は140人、世帯数は82世帯（2024年4月30日現在）。

## 地理
人吉盆地西部、そして人吉市の北部に位置しており、北で城本町、東で駒井田町、南で上青井町、南西で下青井町、西で宝来町と接している。
また当地の北側を肥薩線が通っていて中央部に人吉駅があったり、熊本県道188号線人吉停車場線が縦貫していたりしており、交通の要衝として機能している。

## 歴史
江戸時代ごろ、当地は青井阿蘇神社の門前町として発展した青井馬場の一部であったという。

### 沿革
- 鎌倉時代頃 - 球磨郡人吉荘青井村所属。
- 江戸時代頃 - 人吉町の青井馬場所属となる。
- 明治22年（1889年） - 大村の大字となる。
- 昭和8年（1933年） - 大村が人吉町と合併した事により、所属が人吉町丙となる。
- 昭和17年（1942年）- 人吉町が人吉市の一部になり、所属が人吉市となる。

## 人口と世帯数
2024年（令和6年）4月30日現在の世帯数と人口は以下の通りである。
| 町丁     | 世帯数 | 人口  |
| -------- | ------ | ----- |
| 中青井町 | 82世帯 | 140人 |

## 小・中学校の学区
市立小・中学校に通う場合、学区は以下の通りとなる。
| 町丁 | 小学校               | 中学校             |
| ---- | -------------------- | ------------------ |
| 全域 | 人吉市立人吉西小学校 | 人吉市立第二中学校 |

## 交通

### 道路
- 熊本県道188号人吉停車場線
- 熊本県道335号湯前人吉自転車道線

### 鉄道
- JR肥薩線・くま川鉄道
  - 肥薩線・湯前線人吉駅

### バス
- 産交バス
  - 五木線
  - 人吉インター線
  - 多良木線
  - 市房登山口

## 施設
- 人吉駅弁やまぐち

- 岩下兄弟株式会社本社

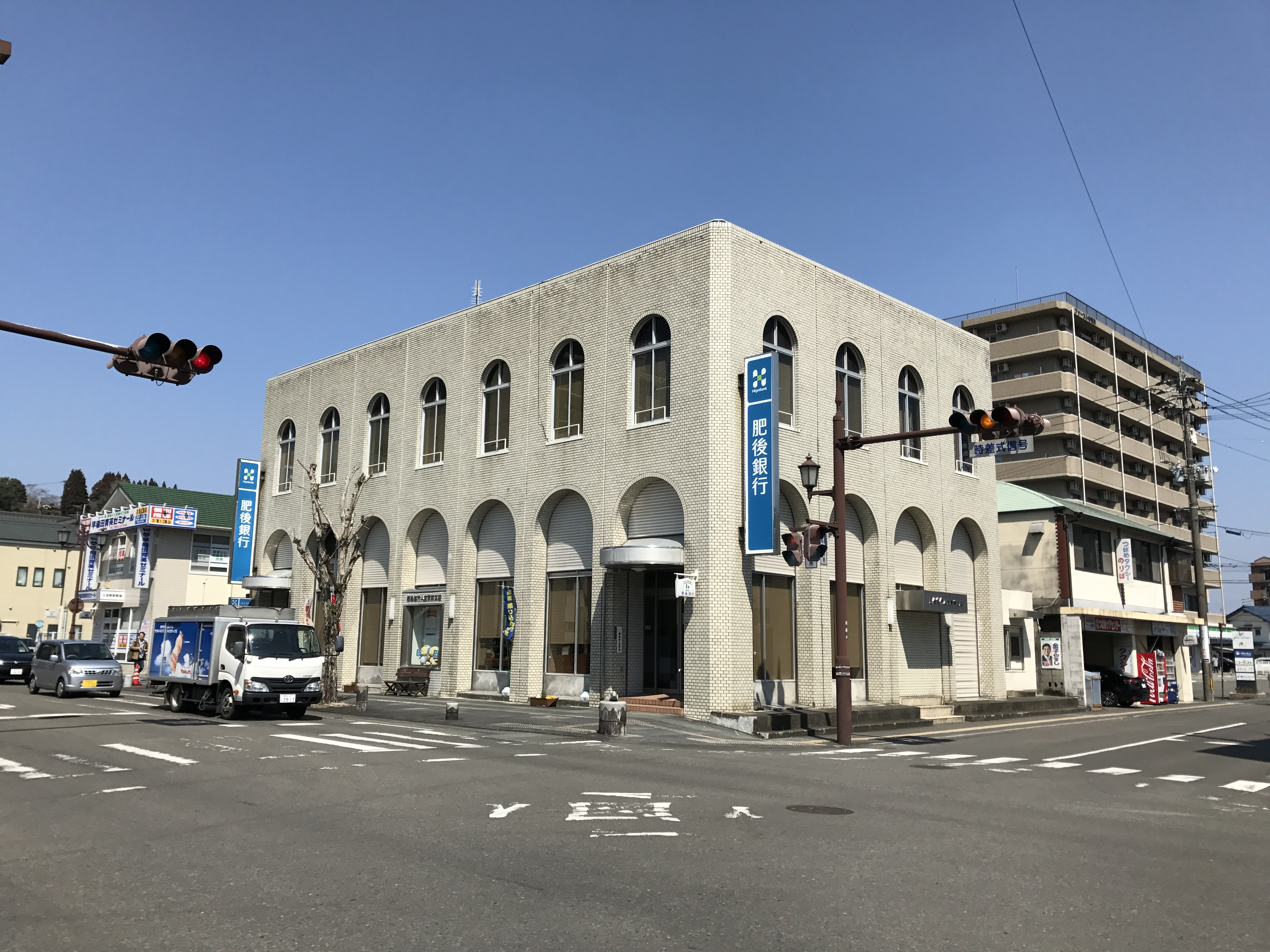
肥後銀行人吉駅前支店

- 人吉鉄道ミュージアム - 駅に併設されている。

- 人吉市観光協会 - 同上。駅に併設されている。

- 肥後銀行人吉駅前支店

- 九州労働金庫 人吉支店